# Beer pong
El beer pong es un juego de beber de origen estadounidense que nació un 27 de diciembre durante una reunión, en la que los jugadores trataban de encestar pelotas de ping-pong en vasos llenos de cerveza desde el extremo de una mesa. Normalmente se juega por equipos formados por dos personas y un número variable de vasos dispuestos de forma triangular.
Aunque no existen unas normas oficiales, lo habitual es jugar con seis vasos para partidas individuales y con 10 para las partidas en parejas. Solo está permitido un solo cambio.

## Origen y nombre

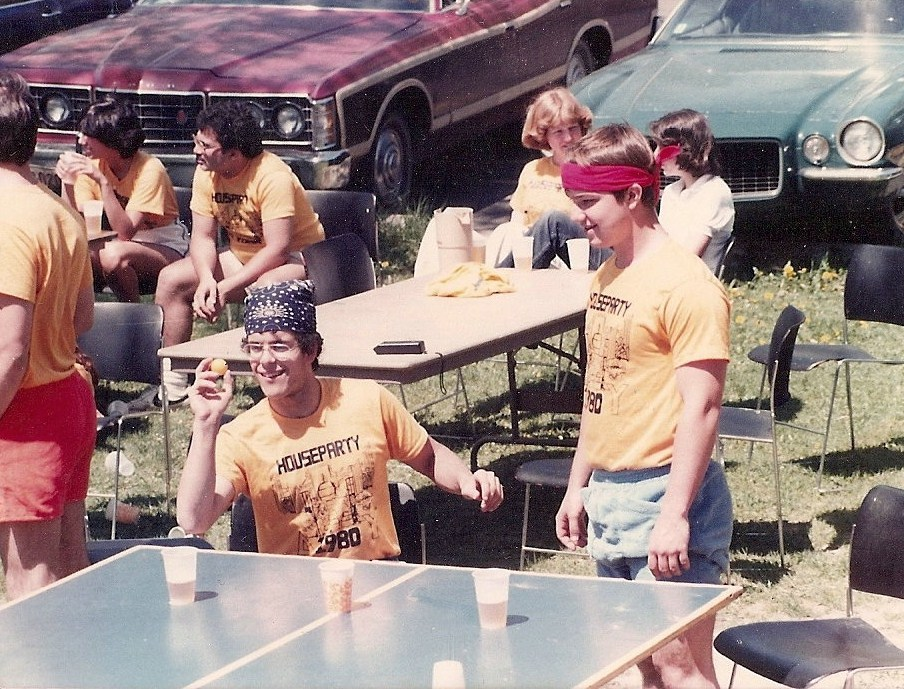
Miembros de Delta Upsilon jugando Throw Pong en la Universidad Bucknell durante el fin de semana de House Party de 1980.

El beer pong deriva de un juego anterior similar, jugado con paletas, originado entre los 50 y 60. El juego original fue derivando hacia una versión sin palas, y el nombre de beer pong, que conjuga beer, cerveza, en inglés con pong, que recuerda al juego del tenis de mesa, se fue extendiendo por Estados Unidos a lo largo de los 80.

## Necesidades para el juego

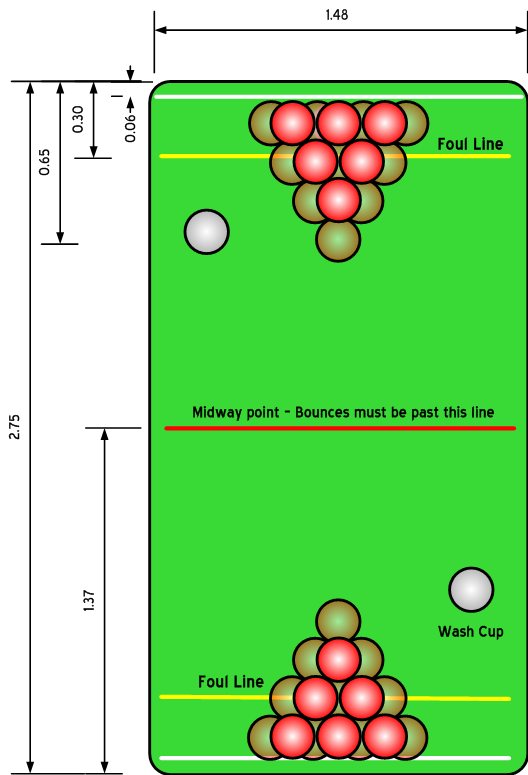
Diagrama que ilustra la disposición típica de una mesa de Beer Pong al comienzo de un juego, usando bien 6 o 10 vasos

### Equipos
Los equipos suelen estar formados por 2 jugadores que se colocan detrás de sus vasos para PODER jugar.

### Superficie de juego
Lo tradicional es utilizar una mesa de ping-pong, aunque cualquier mesa puede servir. Es habitual fabricar mesas personalizadas y se venden mesas plegables e incluso inflables.

### Equipamiento
Se utilizan vasos normales, que pueden ser de plástico o de cristal. Para lanzar se emplean dos pelotas de ping-pong de 38 o 40 mm por pareja.

### Bebida
Se suelen usar bebidas suaves, como cerveza o calimocho, aunque puede variar, en los lugares donde está prohibido el consumo de alcohol, o cuando juegan menores se pueden utilizar bebidas sin alcohol. Por razones higiénicas, a veces los vasos se llenan de agua y solo se apartan, teniendo el jugador un vaso aparte del que beber cuando encaja un tiro.

## Reglas de juego
Existen infinidad de variantes a las normas, aunque la diferencia más básica suele ser el bote de la pelota. En la mayoría de competiciones de beer pong, el tiro con bote vale dos vasos, pero la bola puede ser interceptada por el adversario, en otros lugares, por otra parte, el único tiro permitido es sin bote, valiendo un solo vaso y no pudiendo ser interceptada la bola. Si las 2 pelotas caen en el mismo vaso, se tomaran 3 de los vasos disponibles.

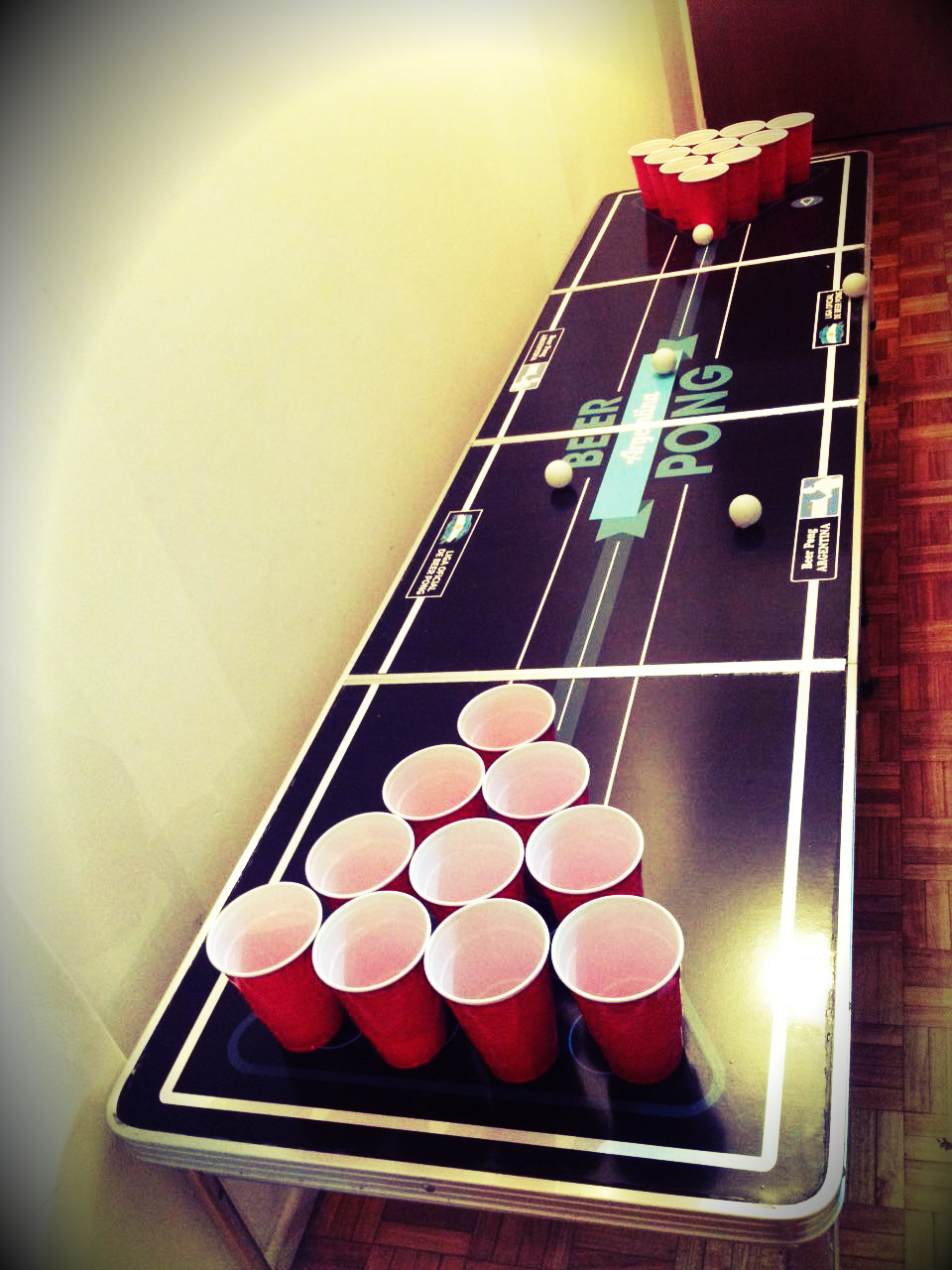
Mesa Profesional de Beer Pong

Se puede sacar la pelota del vaso soplándole a este, pero solo mientras la pelota da vueltas en el vaso, sin tocar la cerveza.
Para decidir que jugador o pareja comienza a lanzar, se realizan una serie de lanzamientos en los cuales los jugadores no pueden mirar a los vasos, sino que deben mirar a los ojos de su rival, lanzando los dos equipos simultáneamente ("eye to eye"), hasta que uno de los dos mete la bola en un vaso, fallando el otro, siendo el equipo anotador el que comienza el juego. El vaso en el que se ha introducido la pelota permanece en la mesa.

## Ligas Oficiales

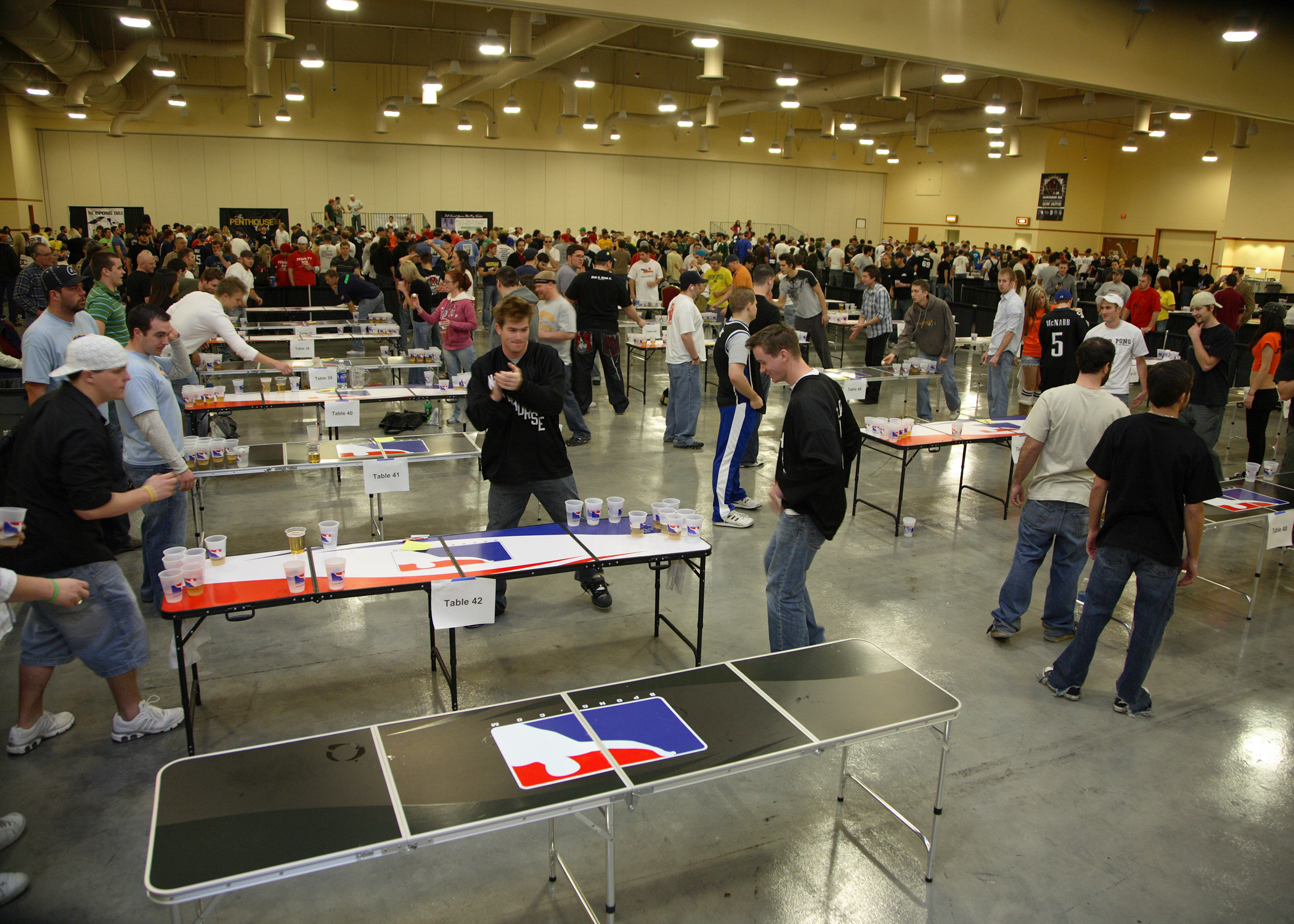
WSOBP

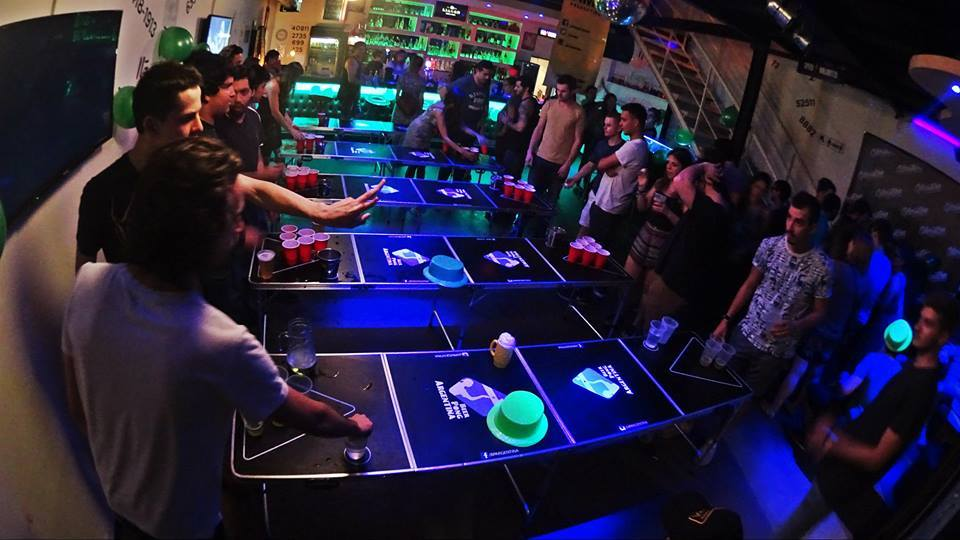
Noches de Beer Pong en la ciudad de Buenos Aires.

Actualmente existen varias ligas en diferentes países, destacándose la principal y pionera en los Estados Unidos y otras en Europa, también en Sudamérica esta creciendo esta actividad con la existencia de varias ligas nacionales y alianzas entre las mismas.

### Beer pong Argentina
Liga oficial de Argentina creada en el año 2014, se dedican a la organización de torneos oficiales y alquiler de mesas profesionales para la práctica de esta actividad en eventos sociales. Actualmente hacen eventos periódicos en bares de la Ciudad de Buenos Aires.

### Beer pong Madrid
Liga oficial de España creada en el año 2014, se dedican a la organización de torneos oficiales y alquiler de mesas profesionales para la práctica de esta actividad en eventos sociales. Actualmente organizan cuatro eventos semanales en la capital española y varios campeonatos a nivel nacional.
Se puede consultar el calendario en: www.beerpongmadrid.es